# Jan Vitéz mladší
Jan Vitéz mladší († 1499) byl biskup sirmijský (sremský), jmenovaný administrátor olomoucké diecéze (jako Jan XIV. Vitéz) a diecéze vídeňské a biskup veszprémský chorvatského původu.

## Život
Jan Vitéz byl synovcem svého jménovce, arcibiskupa ostřihomského a diplomata kardinála Jana Vitéze. Studoval pravděpodobně v Paříži a později se stal kancléřem a legátem uherského krále Matyáše Korvína, který Jana Vitéze dne 31. března 1482 nominoval do úřadu biskupa v Sirmiu.
V roce 1487 jmenoval papež Jana Vitéze administrátorem olomoucké diecéze, kde se mu však nepodařilo prosadit, neboť v úřadu byl stále jeho přechůdce Jan Filipec. Pravděpodobně proto papež Jana Vitéze dne 3. června 1489 přeložil do Veszprému.
Po smrti Matyáše Korvína jmenoval 3. listopadu 1490 císařův syn Maxmilián Habsburský Jana Vitéze administrátorem vídeňské diecéze. Jelikož byl jmenován bez souhlasu Maxmiliánova otce císaře Fridricha III., složil Jan Vitéz dne 9. února 1492 přísahu věrnosti císaři, který následně nominaci stvrdil. Ačkoli si Vitéz ponechal úřad vesprémského biskupa, 8. února 1493 se uskutečnil papežský překlad do Vídně.
Jan Vitéz byl zvolilen předsedou učené společnosti „Sodalitas literaria Danubia“, založené Konradem Celtisem.